# 二上洋一
二上 洋一（ふたがみ ひろかず、1937年5月1日 - 2009年1月16日）は、日本のミステリ評論家、少年小説研究家。本名、倉持功。別名、千葉健児、金田一郎、根岸洋。

## 人物
茨城県生まれ。早稲田大学卒業。在学中はワセダミステリクラブに所属。学生時代から『宝石』誌上に「高木彬光論」などの推理小説論を発表。1961年、ミステリ誌『エラリー・クイーンズ・ミステリ・マガジン』の短編コンテストにて「古事記殺人事件」が最終選考に残る。1962年、権田萬治や島崎博らと『みすてりい』を創刊。
集英社で少女漫画の編集に携わる傍ら、70年代後半には『幻影城』の月評執筆者および幻影城新人賞の予選委員としても活動した。ミステリ評論のみならず、少年小説研究家でもあり、1978年に評論集『少年小説の系譜』で日本児童文学学会奨励賞を受賞。

## 著書
- 『少年小説の系譜』幻影城評論研究叢書 1978
- 『少女まんがの系譜』ぺんぎん書房 2005

### 編纂
- 『少年小説大系 第6巻 南洋一郎・池田宣政集』編 三一書房 1988
- 『少年小説の世界』責任編集 沖積舎 1991
- 『少年小説傑作選』責任編集 沖積舎 1992
- 『少年小説大系 第20巻 南洋一郎集』編 三一書房 1992
- 『少年小説大系 第14巻 大正少年小説集』編 三一書房 1995
- 『少年小説大系 第27巻 少年短編小説・少年詩集』根本正義共編 三一書房 1996
- 『少年小説大系 第22巻 時代小説名作集』編 三一書房 1997

### 監修
- 『ほっとミステリーワールド 大きな活字で読みやすい本』監修 全15巻　リブリオ出版 2000
- 『怪奇・ホラーワールド 大きな活字で読みやすい本』監修 全15巻　リブリオ出版 2004
- 『文学賞受賞・名作集成 大きな活字で読みやすい本』監修 全9巻　リブリオ出版、2004

### 翻訳
- レイ・ブラッドベリ他原作『恐怖少年』弾一発絵 朝日ソノラマ 1975